# OBMIN
OBMIN ist eine Stiftung, die eine internationale Plattform für die Zusammenarbeit mit ukrainischen Museen bietet und aktiv unterstützt. Die Stiftung wurde 2022 in Warschau gegründet. OBMIN ist ukrainisch und bedeutet „Austausch“.
Das kurzfristige Anliegen der Stiftung war es zunächst, Hilfe für ukrainische Museen zu organisieren, die durch den russischen Angriffskrieg zum Teil erhebliche Zerstörungen und Ausraubungen erlitten haben. Mittlerweile treten andere Aufgaben in den Vordergrund: OBMIN unterstützt ukrainische Museen dabei, ein Netzwerk der Zusammenarbeit innerhalb der Ukraine zu schaffen und Partner im übrigen Europa zu finden. Darüber hinaus ist es das Anliegen von OBMIN, die Museen bei der Professionalisierung ihrer Arbeit zu unterstützen und außerhalb der Ukraine Wissen über den kulturellen Beitrag der Ukraine für das europäische Kulturerbe zu vermitteln.
Im Juli 2023 organisierte OBMIN eine erste Konferenz ukrainischer Museen in Warschau: „Filling Blind Spots – Placing Ukraine on the European Cultural Map“.
Am 28./29. Mai 2024 organisierte OBMIN mit einem breiten Netzwerk von Partnern und Förderern sowie unter der Schirmherrschaft der Regierungen der Ukraine, Polens und Deutschlands eine Konferenz in der James-Simon-Galerie auf der Museumsinsel (Berlin) mit hundert ukrainischen Museen und einer ebenso großen Anzahl von Vertretern von Regierungen und Partnerorganisationen außerhalb der Ukraine unter dem Titel „From Crisis to Future: New Responsibilities for Museums in Ukraine“. Dies war das größte Treffen ukrainischer Museen seit dem Beginn des russischen Überfalls auf die Ukraine 2014. Ziel der Konferenz ist es u. a., zehn konkrete Forderungen ukrainischer Museen zum Wiederaufbau der Ukraine und der Rolle der Museen vorzustellen, die danach den Regierungen auf der Ukraine Recovery Conference (URC2024) am 11./12. Juni 2024 ebenfalls in Berlin vorgestellt wurden.
OBMIN organisiert wöchentliche bzw. zweiwöchentliche Online-Workshops in Zusammenarbeit mit dem ukrainischen Ministerium für Kultur und Informationspolitik für die ukrainischen Museen, so zur Abstimmung des 10-Punkte-Katalogs der Museen oder zu Themen von Interesse für die Museumsmitarbeiter, von Digitalisierung, Umgang mit traumatisierten Mitarbeitern und Besuchern oder neuen Narrativen für die Museumsarbeit
OBMIN wird unter anderem vom Auswärtigen Amt, der Beauftragten der Bundesregierung für Kultur und Medien sowie zivilgesellschaftlichen Partnern unterstützt und stimmt sich mit dem Kulturministerium der Ukraine ab.
In einem Artikel, erschienen in der Süddeutschen Zeitung vom 20. Februar 2023, äußerte sich Małgorzata Ławrowska-von Thadden, CEO und Gründerin von OBMIN: „Sie [die Russen] wollen alles vernichten, was auf eine eigenständige ukrainische Kultur und Kunst hindeutet....Alle [ukrainischen Museumsmitarbeiter] wollen zurückkommen und ihre Museen wieder aufbauen.“ Dies zu erleichtern ist erklärtes Ziel von OBMIN.

## Mitglieder
Die weiterhin wachsende Anzahl von Museen auf der OBMIN-Plattform umfasst Institutionen aus allen Regionen der Ukraine, alle Größen und ganz verschiedene thematische Schwerpunkte. So nehmen selbst Museen teil, die aus den vorübergehend besetzten Gebieten der Ukraine im Osten oder auf der Halbinsel Krim kommen und ihre Tätigkeit z. B. mit Online-Angeboten fortsetzen. Auf der Homepage der Stiftung sind alle Museen, die Teil der OBMIN-Plattform sind, aufgelistet mit Erläuterungen zu jedem Museum und weiterführenden Kontaktangaben.